# Rajpracha Football Club
Dernière mise à jour : 17 janvier 2023.
Le Rajpracha Football Club (thaï : สโมสรกีฬาราชประชา ) est un club de football professionnel thaïlandais. Le club évolue actuellement en Thai League 2.

## Histoire
Rajpracha a été officiellement fondée en 1966 par Pol Maj-Gen Mom Rajawongse Jetjan Prawit sous le nom de « Ratchaprachanukroh Fire Fighting Football Team ». Le club commence ses activités en tant que comme une équipe de jeunes pour la Police United,.
En 1976, le club a remporté la Thai FA Cup.
Lors de la saison 1998, de Championnat de Thaïlande, le Rajpracha FC change son nom en « UCOM Raj Pracha ».
Le club a participé à la Coupe des vainqueurs de coupe d'Asie, lors de l'édition 1995/96. Rajpracha bénéficie en effet d'un laissez-passer pour le second tour, où il a affronté l'équipe indonésienne Petrokimia Putra. Rajpracha est éliminé en vertu de la règle des buts à l'extérieur, après un résultat de 7–7 sur l'ensemble des deux matches.

## Palmarès
- Coupe Royale Kor
  - Champions : 1970, 1971, 1980, 1982
- Coupe Royale Khǒr
  - Champions : 2007
- FA Cup thaïlandaise
  - Champions : 1976, 1977, 1984, 1994
- Coupe de la Reine
  - Champions : 1972, 1981
- Ligue régionale Division 2
  - Champions : 2009
- Division de la région de Bangkok de la Ligue régionale
  - Champions : 2009
- Ligue régionale Bangkok et division Est
  - Champions : 2016
- Trophée Bordoloï
  - Finalistes : 2001 [6],[7]

## Anciens joueurs
- Teerasil Dangda[8]
- Kiatisak Senamueang[9]